# Joel Glazer
Joel Glazer er et af medlemmerne af Glazer-familien, som kontrollerer First Allied Corporation, Zapata Corporation, Tampa Bay Buccaneers i NFL og storklubben Manchester United i England. Familien er for det meste bosat i Florida i USA.
Joel Glazer har taget sin uddannelse ved American University i Washington D.C. Han er sammen med sin bror, Avram Glazer, direktør i Manchester United F.C.. De blev begge udnævnt af deres far, Malcolm Glazer. De tog styrerollen efter Sir Roy Gardner i 2005.